# Teije de Jong
Teije/Teye de Jong (Drachten, 27 augustus 1899 - mei 1981) was een Nederlands politicus van de PvdA
Hij werd geboren in de gemeente Smallingerland als zoon van Pieter de Jong (1865-1955; koemelker) en Grietje de Vries (1870-1935). Nadat hij enkele jaren in dienst was geweest bij de gemeente Smallingerland stapte hij in 1920 over naar de gemeente Haren. Hij heeft daar gewerkt in de rang van commies. Na de bevrijding werd hij waarnemend burgemeester van Nieuweschans en vanaf 1946 was hij daar de kroonbenoemde burgemeester. De Jong ging in 1964 met pensioen en hij overleed in 1981 op 81-jarige leeftijd.